# Émile Georget
Émile Georget, född den 21 september 1881 i Bossay-sur-Claise, död den 18 oktober 1960 i Châtellerault, var en fransk tävlingscyklist. Han blev trea totalt i Tour de France 1907 och 1911, vann sammanlagt nio etapper i touren (på lika många starter, varav han fullföljde fem), samt vann Bordeaux–Paris 1910 och 1912.
Émile Georget var yngre bror till Léon Georget.

## Meriter
| 1905 4:a totalt i Tour de France 5:a i Bordeaux–Paris 1906 4:a i Bordeaux–Paris 5:a totalt i Tour de France Vinnare av etapp 1 8:a i Paris–Roubaix 1907 3:a totalt i Tour de France Vinnare av etapperna 2, 3, 5, 7, 8 och 13 3:a i Paris–Tours 6:a i Paris–Roubaix 1908 3:a i Bordeaux–Paris 4:a totalt i Ronde van België 9:a i Paris–Roubaix 1909 2:a i Milano–Sanremo 3:a i Bordeaux–Paris 3:a i Paris–Nancy | 1910 Vinnare av Bordeaux–Paris Fransk mästare i linjelopp Vinnare av etapp 3 i Tour de France 7:a i Paris–Roubaix 1911 Vinnare av Paris–Brest–Paris 3:a totalt i Tour de France Vinnare av etapp 5 3:a i Paris–Tours 1912 Vinnare av Bordeaux–Paris 5:a i Paris–Tours 1913 9:a i Paris–Tours 1914 5:a i Bordeaux–Paris 6:a totalt i Tour de France 6:a i Paris–Tours 10:a i Paris–Roubaix |

### Bana
1906
Vinnare av Toulouses sexdagars med Léon Georget
Vinnare av Bryssels 24-timarslopp med Léon Georget